# Opéra de Massy
Résidence
L'Opéra de Massy est un opéra situé dans la commune française de Massy, dans le département de l'Essonne et la région Île-de-France. Elle est la première structure labellisée « scène conventionnée lyrique » par le ministère de la Culture. L'Opéra de Massy est membre de la ROF (Réunion des opéras de France).

## Présentation

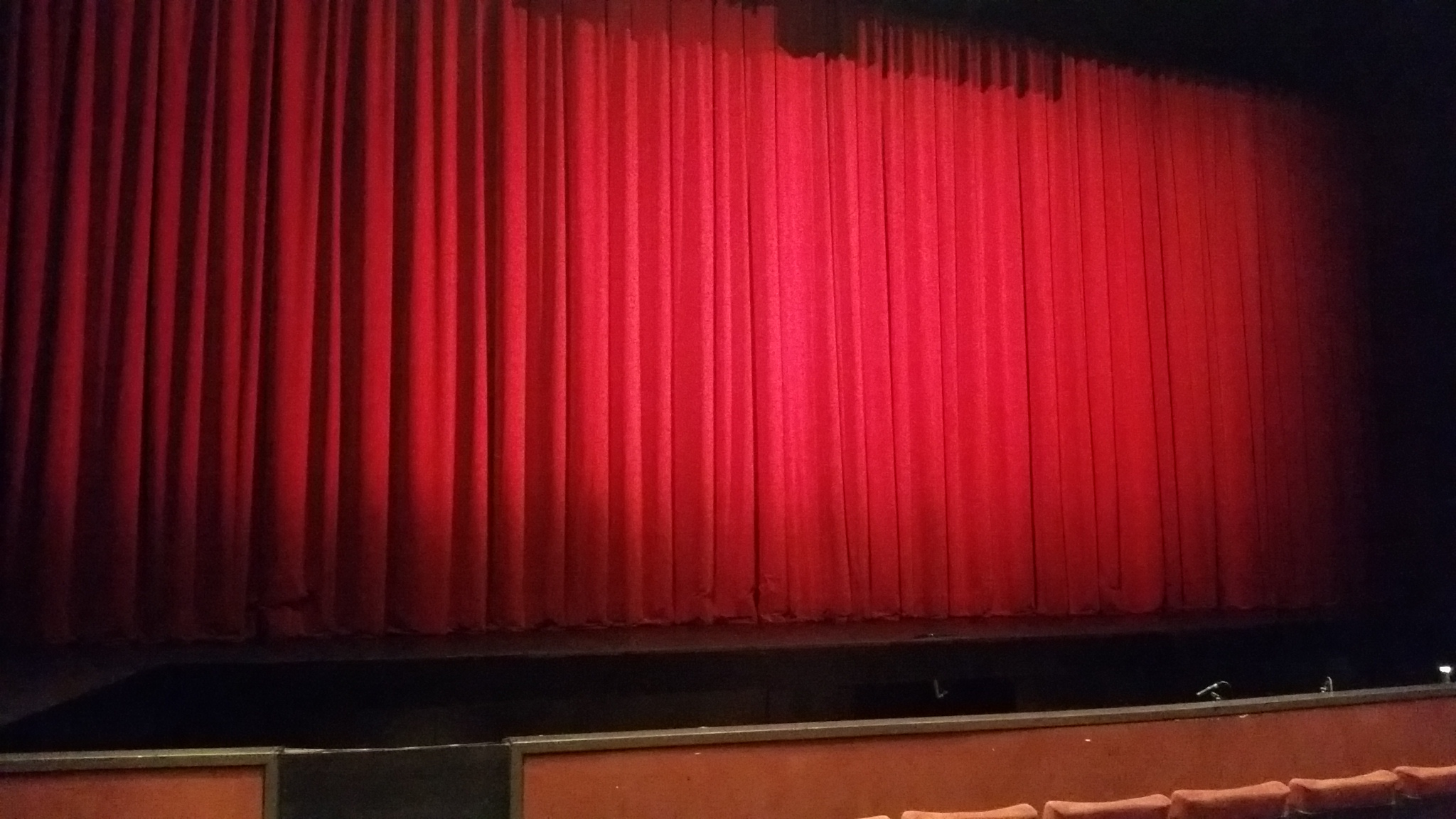
Vue de la scène et de la fosse d'orchestre de l'opéra de Massy (Essonne).

L'opéra, surnommé « opéra au milieu des HLM », est implanté au cœur du quartier de Massy Opéra, à proximité du centre commercial des Franciades conçu par l'architecte Jean Duthilleul. Il est rendu facilement accessible par la présence à quelques kilomètres de l'intersection entre la route nationale 20 et l'autoroute A10 et par l'accès RER de la gare des Baconnets. Le parvis vient d'être réaménagé avec un parking souterrain, facilitant ainsi l'accès aux bâtiments.
Le bâtiment s'intègre au sein d'un vaste centre culturel de quatorze mille deux cents mètres carrés comprenant aussi la médiathèque Jean-Cocteau proposant cent cinq mille documents et le cinéma municipal Cinémassy.
La particularité de l'opéra de Massy est d'être géré dans le cadre d'une délégation de service public depuis sa création. La gestion est confiée à la société Centre national d'art lyrique.
Plusieurs salles équipent l'opéra. La salle principale, d'une capacité de huit cents quatre vingt places assises dispose d'un plateau de cinq cents mètres carrés, d'une régie sons et lumières, d'équipement de projection et de loges pour cent quatre-vingt-dix personnes. L'auditorium accueille cent trente places assises et dispose d'un plateau de cent mètres carrés. La salle Messiaen de deux cents mètres carrés sert aux répétitions, elle est complétée par deux studios de danse. Trois salles de réception sont disponibles, le hall principal de six cent cinquante mètres carrés, la mezzanine bar de cent soixante-dix mètres carrés et la mezzanine d'exposition de deux cents mètres carrés, la salle Offenbach, salle polyvalente de quatre cents mètres carrés pourvue d'une scène permettant l'accueil de toutes sortes de manifestations. Après sa mort en 1997, l'historien Léon Poliakov qui vivait à Massy, donne son nom au parvis de l'opéra.
L'opéra dispose aussi d'un espace pédagogique réservé aux écoles, inauguré le 19 juin 2018 par le prince Albert II de Monaco. L'espace pédagogique porte maintenant le nom d’espace pédagogiques prince de Monaco.
Selon le dossier proposé par le site Forumopera.com (le magazine du monde lyrique) sur les opéras du monde, réalisé par Jean-Marcel Humbert, la salle principale de l'opéra de Massy offre une excellente acoustique : « Pas de trou sonore à déplorer, l’acoustique de la salle est considérée par les professionnels comme excellente. [...] Le premier tiers, vers le dixième rang, offre le meilleur compromis entre la vision et l’audition . »

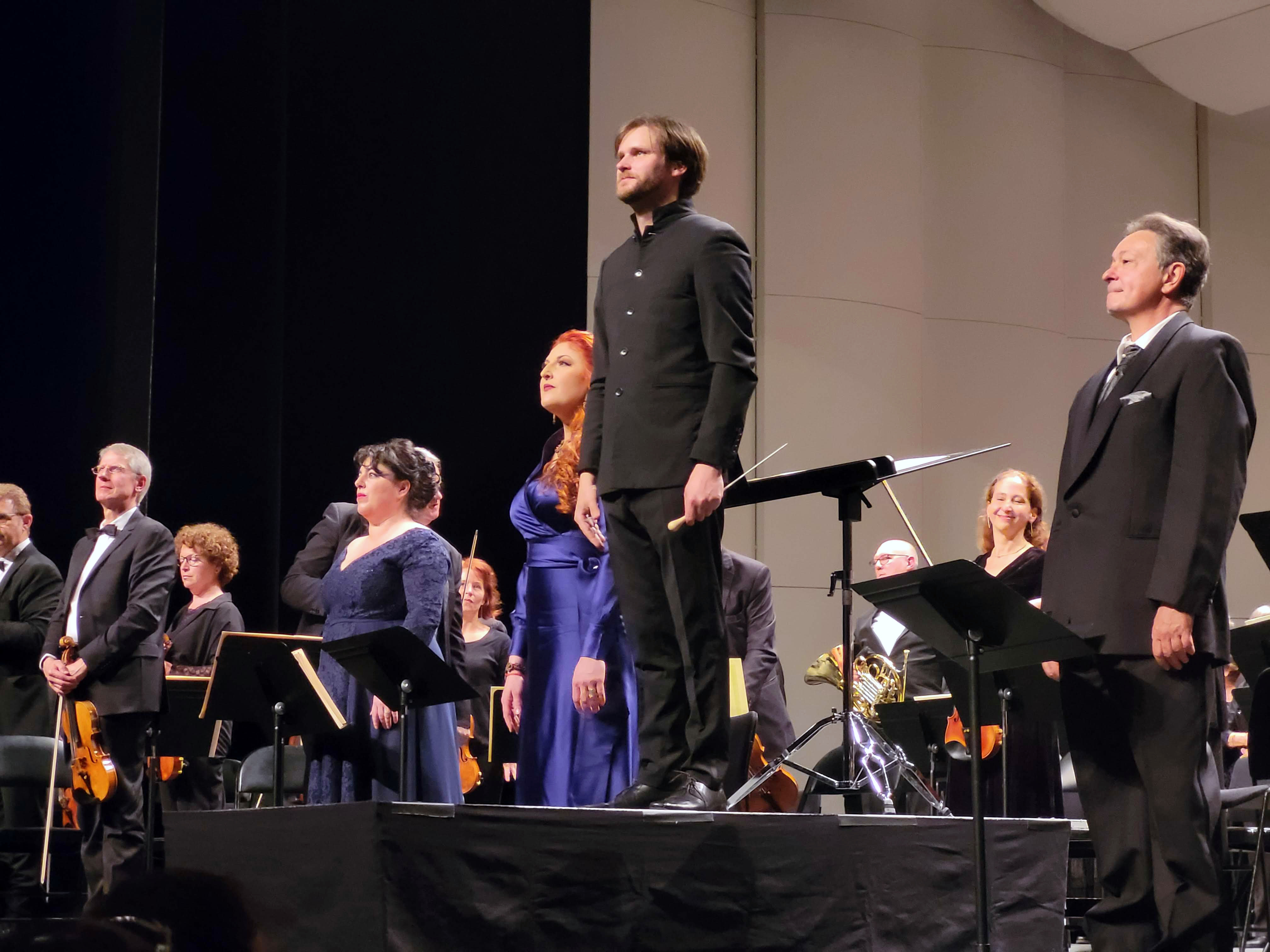
Constantin Rouits, chef d’orchestre de l’orchestre de l’opéra de Massy, entouré de la soprano Chrystelle Di Marco, de la mezzo-soprano Gosha Kowalinska et du ténor Luca Lombardo, lors de la représentation du Requiem de Verdi le 31 mai 2024.

Depuis 1989, l'orchestre de l'opéra de Massy a pour chef permanent Dominique Rouits. Deux jeunes chefs associés participent aussi aux directions : Constantin Rouits et, jusqu'en 2018, Dominique Spagnolo.
En 2019, des passionnés d'opéra ont créé l'Association pour le rayonnement de l'opéra de Massy. L'association souhaite soutenir le programme d'action culturelle de l'opéra.
Depuis la saison 2019-2020, l'opéra a mis en place un tarif étudiant à 10 € ou 20 € valable pour tous les spectacles en catégories 2 ou 3. Cette initiative a reçu le soutien de la Société générale et de l'Association pour le rayonnement de l'opéra de Massy (Arom).

## Historique
Claude Germon, le maire socialiste de l'époque, choisit en 1989 Jean-Louis Martinoty, metteur en scène lyrique et ancien directeur de l'Opéra de Paris, pour mener à bien le concept de ce nouvel opéra et préparer la programmation de la première saison . Il y travaille pendant quatre ans  avant de se voir remercié juste avant l'ouverture. L'opéra est inauguré le 9 octobre 1993 par Claude Germon et c'est la cantatrice Teresa Berganza qui chante pour la soirée d'inauguration. Cependant, un rapport de la Cour des comptes pointe le coût excessif de sa construction pour une ville moyenne comme Massy (172 000 000 francs au lieu des 72 000 000 initialement prévus), mais cette somme comprenait aussi la médiathèque, la salle de cinéma et différents locaux municipaux, et non seulement l'opéra.

## Administration
L'opéra emploie une vingtaine de permanents, outre le directeur général, un administrateur général supervisant le secrétaire général, un directeur de production supervisant une attachée de production, un directeur technique encadrant l'équipe technique, une responsable de l'action culturelle, un responsable de la communication et de la presse, un responsable de l'accueil et du développement, un chargé des relations avec le public, un responsable de la billetterie. Il emploie également une centaine d'intermittents du spectacle par an pour les différentes productions.

### Directeurs
- Jack-Henri Soumère de 1993 à 2018.
- Philippe Bellot depuis 2018 (il était l'administrateur depuis 1993).

### Budget
Le budget de fonctionnement de l'opéra de Massy s'élevait en 2008 à 4 500 000 €, financés à 51 % par la mairie de Massy et pour 49 % par le conseil général de l'Essonne, la direction régionale des Affaires culturelles, la région Île-de-France, les recettes de billetterie, le mécénat, les partenariats et la vente de produits dérivés.

## Manifestations
Diverses manifestations ou représentations ont lieu à l'opéra de Massy, dont :

### Opéras
Quatre productions ou coproductions par an et autant de spectacles lyriques en accueil.

### Récital
Trois récitals sont programmés chaque année.

### Danse
Entre quatre et six compagnies sont accueillies chaque année.

### Musique
Le programme comprend chaque année plusieurs concerts symphoniques, de musique de chambre, etc.
Un partenariat avec l'Orchestre national d'Île-de-France permet à l'opéra de Massy d'accueillir chaque saison plusieurs concerts symphoniques et au moins une participation à une production d'opéra en fosse.

#### Concerts du Nouvel An
Chaque premier janvier depuis l'an 2000, l’orchestre de l’opéra de Massy donne un concert organisé avec la communauté d'agglomération Europ'Essonne et en 2017 Paris-Saclay. 
Ce concert gratuit d'une durée d'environ 70 minutes est donné successivement à 11 heures à l’opéra de Massy, à 15 heures au théâtre de Longjumeau et à 18 heures à l’espace Jacques-Brel de Villebon-sur-Yvette avec la participation de  choristes et d’instrumentistes de la communauté d'agglomération. Cette succession de concerts dans des lieux éloignés de plusieurs kilomètres représente un marathon musical.
Le programme surprise de l’année 2017 est sur le thème du feu, après la terre en 2014, l’eau en 2015, l’air en 2016. Le concert comprend une dizaine de pièces assez courtes, très variées telles que mouvement de symphonie, chœur d’opéra célèbre, adaptation de chansons, création.

### Théâtre
- L'opéra accueillait chaque saison quatre pièces de la saison parisienne (succès du théâtre privé) jusqu'en 2019 et une coproduction théâtre avec un CDN ou une scène nationale. Depuis 2019 un partenariat a été signé avec le théâtre Firmin-Gémier (Antony) et La Piscine (Châtenay-Malabry) qui assure la programmation théâtre et autres disciplines.

### Conférences et locations de salle
- Congrès du Parti radical.
- Festival des Globe-trotters organisé par Aventure du bout du monde (ABM), le dernier week-end de septembre, tous les ans.
- AGEVP association des étudiants vietnamiens pour la fête du Tet tous les ans.
- Nombreuses conventions d'entreprises (Sagem, Thalès, Danone, Société Générale, Banque Populaire...).
- Des enregistrements télévisés, émissions en direct (TF1, France Télévisions...)
- Depuis 2016, l'opéra dispose d'un espace de réception pouvant accueillir 350 personnes pour toutes sortes de manifestations.

## Résidences
Au cours de son histoire, l'opéra a accueilli en résidence les compagnies Zarzuela, Justiana, Karine Saporta en 1993, Red Notes Andy Degroat en 1994, Joseph Russillo en 1996, Christine Bastin en 1997, Redha en 2000, le Conservatoire national supérieur de musique et de danse de Paris en 2001, Blanca Li de 2002 à 2007, Georges Momboye de 2008 à 2010, Lionel Hoche de 2010 à 2012, la Compagnie Julien Lestel de 2012 à 2021, la compagnie Snorkel Rabbit  d'Alba Castillo et Bryan Arias de 2021 à 2024. Depuis la rentrée 2024, c'est la compagnie Par Terre de la chorégraphe Anne Nguyen qui est en résidence.

## Action culturelle
Depuis sa création, l'opéra a mis en place un service d’action culturelle actif :
- en direction des écoles ; des milliers d'enfants participent chaque année aux actions proposées : visites guidées, ateliers, répétitions... L'opéra invite à chaque générale cinq cents lycéens franciliens et collégiens essonniens ;
- en direction des publics éloignés de la culture : public handicapé, hospitalisé, défavorisé, en proposant des actions spécifiques à l'opéra et hors les murs ;
- en direction des petites communes du sud Essonne : chaque année, l'opéra met en place deux spectacles hors les murs proposés aux petites communes du sud Essonne souvent dépourvues de salles de spectacles.

Depuis une dizaine d'années, l'opéra a imaginé une action participative intitulée Bus Opéra. Une petite production d'opéra à laquelle participent des habitants des quartiers se promène dans la ville grâce à un School bus. Trois communes sont associées à cette action : Massy, Les Ulis, Longjumeau.
Depuis 2021, le service action culturelle est porteur d’orchestre du projet Demos Nord-Essonne mis en place par la Philharmonie de Paris. Il implique quatre-vingt-dix apprentis musiciens de Chilly-Mazarin, Longjumeau, Massy, Palaiseau et Les Ulis ainsi qu'une trentaine d’intervenants artistiques et référents sociaux.

## Pour approfondir